# GoodSync
GoodSync — условно бесплатная программа для 32- и 64-разрядных операционных систем Microsoft Windows и Mac OS X, которая предназначена для надёжной, удобной и простой в использовании двунаправленной синхронизации и создания резервных копий различного рода данных, таких как электронная почта, аудио- и видеофайлы и любые другие документы между десктопным и переносными компьютерами, серверами, ноутбуками, USB-модулями, внешними переносными жёсткими дисками, КПК, смартфонами и прочими устройствами для хранения информации.

## Ограничения
Утилита является условно бесплатной и после 30 дней использования перейдёт в бесплатный режим с некоторыми ограниченными возможностями. К ней не будет предоставляться бесплатная техподдержка по телефону, нет возможности использования в коммерческом плане, а также количество заданий после пробного периода уменьшится до трех за раз, а количество файлов в задании после пробного периода — до 100 и меньше.